# Михеево (Сокольский район)
Михеево — деревня в Сокольском районе Вологодской области.
Входит в состав Биряковского сельского поселения, с точки зрения административно-территориального деления — в Биряковский сельсовет. Расположена к югу от автодороги А123.
Расстояние по автодороге до районного центра Сокола — 93 км, до центра муниципального образования Бирякова — 7 км. Ближайшие населённые пункты — Селезнево, Медведково, Семеново.
По переписи 2002 года население — 8 человек.